# Gustaf Jansson
Gustaf Jansson (Suecia, 5 de enero de 1922-11 de abril de 2012) fue un atleta sueco, especialista en la prueba de maratón en la que llegó a ser medallista de bronce olímpico en 1952.

## Carrera deportiva
En los JJ. OO. de Helsinki 1952 ganó la medalla de bronce en la maratón, recorriendo los 42,195 km en un tiempo de 2:26:07 segundos, llegando a meta tras el checoslovaco Emil Zátopek y el argentino Reinaldo Gorno (plata).